# Calituban
Calituban est une île au large de la côte nord de l’île de Bohol, aux Philippines. Elle est située à environ 11 km au nord-nord du port de Talibon. Située dans la mer des Camotes, Calituban est l’une des îles du banc de Danajon, la seule double barrière de corail du pays, connue pour sa riche biodiversité marine. L’ensemble de l’île est gouverné localement par le barangay de Calituban sous l’administration de la municipalité de Talibon. Les habitants de l’île sont principalement employés dans la pêche, tandis que certains proposent des visites d’île en île pour les touristes.

## Démographie
L’île a une population de 3738 habitants.

## Transports
Il n’y a pas d’excursions en bateau régulières ou programmées vers Calituban, mais des bangka motorisées affrétées sont disponibles et amarrées au port de Bagacay pour que les gens se rendent sur l’île.